# Stigler
Stigler er en amerikansk by og administrativt centrum for det amerikanske county Haskell County, i staten Oklahoma. I 2000 havde byen et indbyggertal på 2.731.

## Ekstern henvisning
- Stiglers hjemmeside Arkiveret 5. februar 2013 hos  Wayback Machine (engelsk)

35°15′23″N 95°07′27″V / 35.2564°N 95.1242°V